# Философия XIX века
Философия XIX века включает различные философские направления и школы, в том числе: романтизм и идеализм на подъёме немецкой философии, противоположное движение — позитивизм во Франции и Англии, материализм Маркса и Фейербаха, философию отдельных великих мыслителей (Шопенгауэр, Ницше, Кьеркегор), неокантианство, прагматизм и философию жизни.

## Философские школы и тенденции

### Влияние прошлой эпохи Просвещения
В последней трети XVIII века появились идеи и труды, систематизирующие предыдущую философию. Среди философов, чьё влияние наиболее существенно для последующей философии, можно выделить Иммануила Канта и Жан-Жак Руссо.
В бурные 1789—1815 гг. европейская культура прошла через революцию, войну и разрушение. Социальные и культурные основы (в том числе философия) предыдущей эпохи Просвещения было необходимо переосмыслить с целью осуществления экономических и политических изменений. Европейская философия XIX века размышляет о них, участвует в них, является причиной многих из этих изменений.

### Немецкая классическая философия
Одним из первых философов, который усматривает недостатки в системе Канта, является Иоганн Готлиб Фихте. В его развитии кантианская метафизика стала источником, воодушевляющим представителей романтизма. Отталкиваясь от философии И. Г. Фихте, Фридрих Вильгельм Шеллинг развил принципы объективно-идеалистической диалектики природы как живого организма; философия Шеллинга была воспринята романтиками на правах официальной философии. Другим выдающимся последователем Фихте стал Гегель. Шопенгауэр отвергает философию Гегеля, считая её воплощением всего, с чем он собирался бороться в философии.

### Утилитаризм
В XIX веке англичане Джереми Бентам и Джон Стюарт Милль положили начало направлению в этике, согласно которому моральная ценность поведения или поступка определяется его полезностью, значимостью.

### Марксизм
Карл Маркс и Фридрих Энгельс.

### Экзистенциализм
Экзистенциализм как философское направление XX века имеет предшественников: Кьеркегор и Ницше. В середине XIX века философия в Европе почти целиком занималась абстрактными метафизическими системами, а Кьеркегор был в поиске философии в духе Сократа, основанной на субъективизме, долге, вере, душевных переживаниях человека.
Ницше наблюдает движение нравственности XIX века в сторону нигилизма. Он выделяет два типа морали: «мораль господ» и «мораль рабов», полагая выход в отвержении человеком европейской рабской морали.

### Позитивизм
Огюст Конт, основатель современной социологии, заложил основы направления, определяющего единственным источником истинного, действительного знания эмпирические исследования и отрицающее познавательную ценность философского исследования.

### Прагматизм
Американские философы Чарльз Сандерс Пирс и Уильям Джеймс в конце XIX века развивали философию прагматизма. Прагматизм базируется на практике в качестве критерия истины и смысловой значимости.

### Трансцендентализм
Трансцендентализм имеет корни в трансцендентности Канта и немецкой классической философии. Ведущие представители: Ральф Уолдо Эмерсон и Генри Дэвид Торо. Трансцендентализм утверждает приоритет индивидуальной интуиции над религиозными доктринами.